# Donja Topličica
Donja Topličica je naseljeno mjesto u Republici Hrvatskoj u Zagrebačkoj županiji. 

## Zemljopis
Administrativno je u sastavu grada Svetog Ivana Zeline. Naselje se proteže na površini od 0,23 km². 

## Stanovništvo
Prema popisu stanovništva iz 2001. godine u Donjoj Topličici živi 70 stanovnika i to u 22 kućanstva. Gustoća naseljenosti iznosi 304,35 st./km².
| broj stanovnika | 93    | 174   | 185   | 225   | 124   | 141   | 151   | 137   | 92    | 83    | 79    | 85    | 84    | 73    | 70    | 68    | 72    |
|                 | 1857. | 1869. | 1880. | 1890. | 1900. | 1910. | 1921. | 1931. | 1948. | 1953. | 1961. | 1971. | 1981. | 1991. | 2001. | 2011. | 2021. |

## Znamenitosti
- Kurija Domin, zaštićeno kulturno dobro